# Lezginščina
Lezgínščina (lezginsko лезги чIал, lezgi čʼal) je jezik Lezginov, ki živijo v jugovzhodnem delu Dagestana in na severu Azerbajdžana. Spada v lezginsko podskupino severovzhodne (naško-dagestanske) skupine kavkaških jezikov.
Po podatkih vseruskega popisa prebivalstva iz leta 2010 število govorcev lezginščine v Ruski federaciji znaša 402.173. V Azerbajdžanu je na popisu prebivalstva leta 1999 lezginščino kot materni jezik navedlo 178 tisoč ljudi, vendar Inštitut za etnologijo in antropologijo Ruske akademije znanosti število lezginskega prebivalstva v Azerbajdžanu ocenjuje na vsaj 250 tisoč .